# Trifolium siskiyouense
Trifolium siskiyouense är en ärtväxtart som beskrevs av John Montague Gillett. Trifolium siskiyouense ingår i släktet klövrar, och familjen ärtväxter. Inga underarter finns listade i Catalogue of Life.

## Bildgalleri

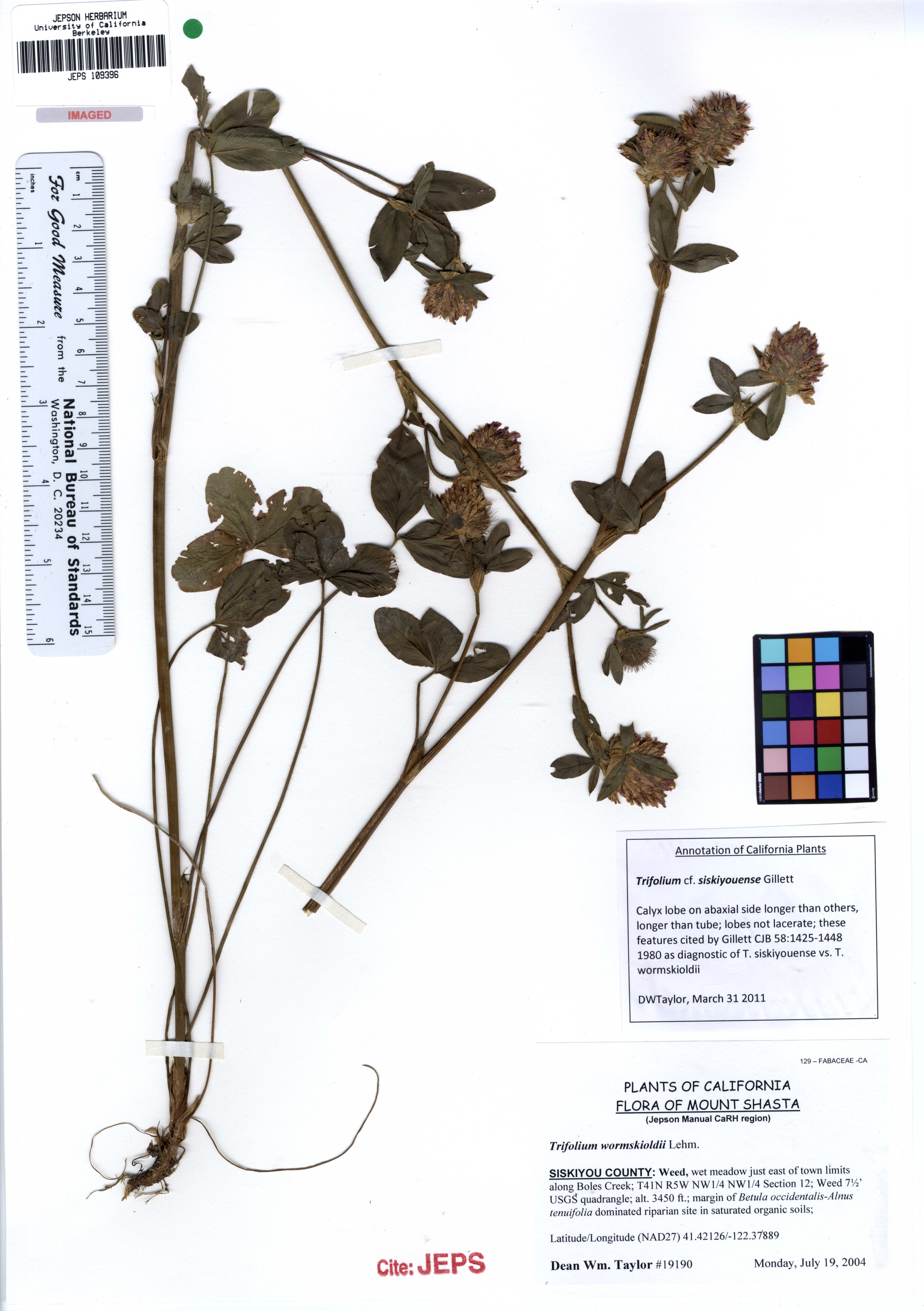